# (5610) Balster
(5610) Balster (2041 T-3) – planetoida z grupy pasa głównego asteroid okrążająca Słońce w ciągu 4,7 lat w średniej odległości 2,8 j.a. Odkryta 16 października 1977 roku.